# The Groomsmen
The Groomsmen is een film uit 2006 van de Iers-Amerikaanse schrijver en regisseur Edward Burns (1968) die zelf ook een hoofdrol heeft.

## Plot
Het verhaal speelt zich af op Long Island in een middenklasse villawijk waar vijf vrienden elkaar ontmoeten in de dagen voor de bruiloft van Paulie en Sue. De film zit vol met (soms scherpe) dialogen tussen deze vijf circa 35-jarige mannen die elk hun eigen problemen hebben. Met elkaar vormden ze in hun jeugd een rockband. Speciaal voor Paulie's bruiloft halen ze hun muziekinstrumenten van onder het stof.
Sue is vijfenhalve maand zwanger. Paulie is daar onzeker over. Is hij wel geschikt om een goede echtgenoot en vader te zijn? Zijn broer en huwelijksgetuige is jaloers. Hij kan geen kinderen krijgen en hij durft het zijn vrouw niet te vertellen. Zijn neef is net verlaten door zijn vriendin en probeert haar op de verkeerde manier terug te krijgen. Een van de vrienden is homoseksueel en durft er nu pas voor uit te komen, zowel bij zijn vrienden als bij zijn eigen vader. De vrienden reageren er laconiek op en wisten het in hun hart eigenlijk wel. De vijfde is een brave echtgenoot en vader van twee kinderen. Hij probeert alle opkomende ruzietjes te beslechten en iedereen bij zinnen te brengen.
Groomsmen geldt als een komedie, maar je kunt het net zo goed als een drama zien met een goede afloop.

## Rolverdeling
| Acteur               | Personage     |
| -------------------- | ------------- |
| Edward Burns         | Paulie        |
| Heather Burns        | Jules         |
| John Leguizamo       | TC            |
| Matthew Lillard      | Dez Howard    |
| Donal Logue          | Jimbo         |
| Jay Mohr             | Mike Sullivan |
| Brittany Murphy      | Sue           |
| Shari Albert         | Tina Howard   |
| Jessica Capshaw      | Jen           |
| Arthur J. Nascarella | Mr. B         |
| John F. O'Donohue    | Pops          |